# Oliver Søndergaard
Oliver Bækgaard Søndergaard (født 19. juni 2003 i Silkeborg) er en cykelrytter fra Danmark, der er på kontrakt hos Airtox-Carl Ras.